# Színskála Stúdió
A Színskála Stúdió egy állandó jelleggel működő színházi Stúdió Veresegyházon, amely a Veresi Ifjúsági Színházhoz tartozik.
Céljuk, hogy évadonként legalább kettő, színvonalas és művészileg értékes előadást állítsanak színpadra. Hosszútávú célkitűzésük, hogy egy kisebb repertoárt kialakítva a város színházszerető közönsége által kedvelt, állandó játszóhelyként működjenek, valamint más városokban, színházakban is bemutassák előadásaikat...

## Történet
A Színskála Stúdió 2014-ben alakult 15-22 éves fiatalokkal. Társulatuk 16 lelkes főből áll. 2015-ben mutatták be első előadásukat, Molière - A szerelem mint orvos komédiát, amely több előadáson is teltházzal szerepelt a veresegyházi színházban.

## Előadások
- 2015. március 14. Molière - A szerelem mint orvos (komédia) /Bemutató/
- 2016. január 16. Karinthy Frigyes - A gyermek mostanában nyugtalan (őrült összeállítás) /Bemutató/

## Karinthy Frigyes - A gyermek mostanában nyugtalan
Egyszer tréfálkozva szólt a híres humoreszk íróhoz valaki: 
„Ki kérdezett?”
Szíven ütötte a mondat. 
A Színskálások feltették neki azt a kérdést, amire mindig várt: „Milyennek tartja a körülöttünk lévő világot?”
26 művével adta meg a választ.

## Molière - A szerelem mint orvos (2015)
Luci, a fiatal lány egészsége egyre jobban romlik. Sganarelle, az aggódó apa híres orvosokat hívat gyógyulása érdekében, a betegség igazi okáról azonban nem hajlandó tudomást venni: Luci szerelmes, és férjhez akar menni.
A tudomány, úgy látszik, csődöt mond, amikor az élelmes komorna, Liza egy új doktort mutat be, aki alternatív eljárásokat alkalmaz: szavakkal, hangokkal, varázsgyűrűvel gyógyít. Csodák csodája, a kisasszony egyre jobban lesz!
Persze az apa mit sem sejt arról, hogy a híres „gyógyító" Klitander, Luci szerelme...

## Társulat
- Stúdió vezető:Ácsné Csáki Ildikó
- Farkas Ádám
- Jakab Panna
- Dömötör Dorottya
- Ódor Ariel
- Horváth Barnabás
- Nagy Borka
- Huszai Csilla
- Pataki Eszter
- Vadas Beatrix
- Jakó Eszter
- Kiss Hanga
- Kis Felícia
- Koválszky Tamás
- Konkoly Enéh Kinga
- Jakab Kata
- Csányi Zsófia
- Vasvári Marcell

## Külső hivatkozások
Színskála Stúdió hivatalos honlapja
Színskála Stúdió facebook oldala
Színskála Stúdió You Tube